# Odontocolon formicoides
Odontocolon formicoides är en stekelart som beskrevs av Henry Keith Townes, Jr. 1960. Odontocolon formicoides ingår i släktet Odontocolon och familjen brokparasitsteklar. Inga underarter finns listade i Catalogue of Life.